# Platnickina maculata
Espèce
Synonymes
- Keijia maculata Yoshida, 2001

Platnickina maculata est une espèce d'araignées aranéomorphes de la famille des Theridiidae.

## Distribution
Cette espèce est endémique de l'archipel Nansei au Japon,. Elle se rencontre sur Ishigaki-jima et Iriomote-jima.

## Description

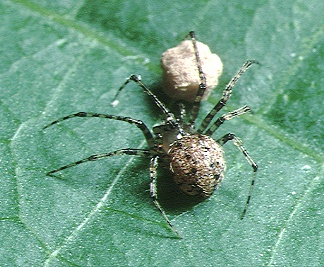
Platnickina maculata ♀

La femelle holotype mesure 2,26 mm et le mâle paratype 2,00 mm, les mâles mesurent de 2,00 à 2,11 mm et les femelles de 1,92 à 2,26 mm.

## Publication originale
- Yoshida, 2001 : A revision of the Japanese genera and species of the subfamily Theridiinae (Araneae: Theridiidae). Acta Arachnologica, vol. 50, p. 157-181 (texte intégral).